# Strašnická (stație de metrou din Praga)
Strašnická este o stație a metroului din Praga, situată pe linia A. Stația a fost deschisă pe 11 noiembrie 1987.